# Til søs igennem Sverige
|  | Denne artikel er oprettet af botten Steenthbot ud fra en ekstern database. Den kan derfor have sproglige fejl eller mangler. Denne skabelon kan fjernes efter kontrol af indholdet. |

Til søs igennem Sverige er en dansk dokumentarfilm fra 1986 instrueret af Aksel Hald-Christensen.

## Handling
sejlads gennem Götakanalen?